# Ириафен, Кики
Окикиола «Кики» Ириафен (англ. Okikiola "Kiki" Iriafen; род. 26 августа 2003, Лос-Анджелес, Калифорния, США) — американская профессиональная баскетболистка, выступающая в женской национальной баскетбольной ассоциации за команду «Вашингтон Мистикс», которой была выбрана на драфте ВНБА 2025 года в первом раунде под четвертым номером. Играет на позиции тяжёлого форварда.

## Студенческая карьера
К третьему сезону, набирая за «Стэнфорд» 19,4 очка и 11,0 подборов в среднем за игру, стала одним из лучших молодых игроков университета. По итогам сезона была признана самым прогрессирующим игроком и вошла в сборную всех звезд конференции Pac-12.
В последний год обучения Ириафен перешла в университет Южной Калифорнии, вернувшись в родной Лос-Анджелес. По итогам сезона вошла в сборную звезд конференции Big Ten.

## Профессиональная карьера
Была выбрана под общим четвертым номером клубом «Вашингтон Мистикс» на драфте ВНБА 2025 года. Номер её драфта стал самым высоким для игроков университета Южной Калифорнии с 1997 года.
В мае 2025 года стала новичком месяца в ЖНБА.

## Игровая статистика

### Статистика в NCAA
| Сезон | Команда  | Conf     | Class    | GP  | GS | MPG  | FG%  | 3P%  | FT%  | RPG  | APG | SPG | BPG | PPG  |
| --- | -------- | -------- | -------- | --- | -- | ---- | ---- | ---- | ---- | ---- | --- | --- | --- | ---- |
| 2021/22 | Стэнфорд | Pac-12   | FR       | 33  | 0  | 6,5  | 57,1 | -    | 56,8 | 2,2  | 0,4 | 0,2 | 0,3 | 4,2  |
| 2022/23 | Стэнфорд | Pac-12   | SO       | 35  | 27 | 12,1 | 53,1 | 0,0  | 64,9 | 3,8  | 0,5 | 0,2 | 0,3 | 6,7  |
| 2023/24 | Стэнфорд | Pac-12   | JR       | 36  | 36 | 27,8 | 54,6 | 33,3 | 77,3 | 11,0 | 2,3 | 0,6 | 0,6 | 19,4 |
| 2024/25 | УСК      | Big Ten  | SR       | 35  | 35 | 30,3 | 49,0 | 28,6 | 81,1 | 8,4  | 1,8 | 0,9 | 0,6 | 18,0 |
| Всего | Всего    | Всего    | Всего    | 139 | 98 | 19,4 | 52,5 | 28,6 | 74,7 | 6,4  | 1,3 | 0,5 | 0,5 | 12,2 |
| Стэнфорд | Стэнфорд | Стэнфорд | Стэнфорд | 104 | 63 | 15,8 | 54,6 | 28,6 | 70,5 | 5,8  | 1,1 | 0,4 | 0,4 | 10,3 |
| УСК | УСК      | УСК      | УСК      | 35  | 35 | 30,3 | 49,0 | 28,6 | 81,1 | 8,4  | 1,8 | 0,9 | 0,6 | 18,0 |
| Наведите курсор мыши на аббревиатуры в заголовке таблицы, чтобы прочесть их расшифровку Статистика приведена с сайта sports-reference.com |          |          |          |     |    |      |      |      |      |      |     |     |     |      |